# Тризуб Нептуна (фільм)
Тризуб Нептуна — український документальний фільм 2010 року режисера Івана Канівця про революційні події 1917—1918 років у Севастополі. Фільм розповідає про боротьбу українців за створення власного флоту.

## Сюжет фільму
У вирі Першої світової війни загинула Російська імперія. Після революції 1917 року, п'ять країн-гігантів — Англія, Франція, Радянська Росія, Німеччина та Австро-Угорщина почали змагання за чорноморські лінкори.
Тим часом в Севастополі вийшла з підпілля українська громада. Кораблі один за одним піднімали жовто-блакитні прапори.
Але спокій на Чорному морі не влаштовував більшовиків. Жовтневий заколот у Петрограді призвів до остаточного розвалу російської армії. В Севастополі почалося збройне протистояння.
Українці, не маючи єдиного командування, кожен раз опинялися в меншості до активно діючих більшовиків.
Навесні 1918 року українські частини прорвалися до Криму. За ними прямували німці. Більшовицька частина залоги вимагала готувати флот до втечі у Новоросійськ, в той час як українська бажала порозуміння з військами Центральної Ради.
Під тиском українських екіпажів, командувач флоту віце-адмірал Саблін вирішив стати на бік Центральної Ради. 29 квітня 1918 року Саблін віддав наказ: «Флоту підняти український прапор». В УНР цей день було проголошено днем українського флоту.

## Авторська група
Автор сценарію та режисер фільму Іван Канівець.
Авторська група: Богдан Бенюк, Іван Канівець, Андрій Пархоменко. Дикторський текст читає Народний артист України Богдан Бенюк. Оператор Влад Сурнін. Звукорежисер і композитор Андрій Пархоменко.
Консультанти: кандидат історичних наук, капітан 1 рангу Андрій Лубенець, Ігор Гриценко.

## Історія створення фільму
«Тризуб Непнуна» є некомерційним проектом. Фільм знімався на громадських засадах, без будь-якого офіційного фінансування.
За авторським задумом фільм мав висвітлити події пов'язані із створенням українського флоту в часи визвольних змагань початку XX сторіччя. Події, пов'язані зі створенням українського флоту, дають чудовий приклад того, як українці, самоорганізувавшись, здатні зробити для своєї держави речі, які видаються на перший погляд неможливими та недосяжними.
У фільмі можна побачити реконструкцію подій за допомогою комп'ютерної графіки, а також маловідомі кадри хроніки. У ході підготовчого періоду було визначено, що принциповою проблемою на шляху створення фільму буде брак зображувального матеріалу. Тому було обрано шлях створення додаткового матеріалу за допомогою комп'ютерної графіки.
Стандартний шлях створення тривимірних моделей вимагав багато часу і не дозволяв закінчити фільм достатньо швидко, двовимірна анімація для такої теми виглядала б занадто примітивно. Тому спеціально для виготовлення фільму було розроблено технологію, що отримала назву «штучна хроніка». Її суть полягає у створенні базових тривимірних моделей та надання їм деталізації за допомогою спеціально підготовлених текстур, створених з фотографій того часу.
З огляду на створення зображувального матеріалу, монтаж фільму здійснювався за технологією «анімаційної» стрічки. Тобто спочатку була створена фонограма, яка вже мала у собі дикторський текст, а також заздалегідь закладені точки «напруження», а вже потім під неї змонтоване відео.
Фільм отримав спеціальну відзнаку на V-му Львівському міжнародному фестивалі незалежного кіно «Кінолев-2010».
Прем'єра відбулась 26 вересня 2010 року, в приміщенні астрономічної обсерваторії Київського національного університету імені Тараса Шевченка. Прем'єра фільму в Севастополі відбулася 16 жовтня 2010 року.